# Sankt Veit an der Glan
Sankt Veit an der Glan (slovenska: Šentvid ob Glini) är en stadskommun i det österrikiska förbundslandet Kärnten. Staden är belägen i mellersta Kärnten cirka 20 km norr om Klagenfurt och är huvudort i distriktet med samma namn. Den ligger på en svämkägla där Wimitz och Mühlbach mynnar i vattendraget Glan.

## Historia
Sankt Veit omnämndes för första gången 1131. Då ingick Sankt Veit i stiftet Bambergs besittningar i Kärnten. Det är okänt när Sankt Veit övergick i hertigen av Kärntens ägo, men senast 1170 ägdes staden av huset Spanheim. 1199 omnämndes Sankt Veit som forum (motsvarande köping).
Hertig Bernhard av Spanheim (1202–1256) valde Sankt Veit som residensstad. Han befäste orten med en stadsmur och byggde ut kastellet till en borg. 1204 omnämndes en skola, 1205 grundades det hertigliga myntverket som fanns där fram till 1725. 1224 fick Sankt Veit stadsrättigheter. Även de stora medeltida minnesångarna Walther von der Vogelweide och Ulrich von Lichtenberg vistades i Sankt Veit.
Efter att huset Spanheim hade slocknat ut tillföll Sankt Veit greve Meinhard II av Görz och Tirol år 1286. 1335 fick habsburgarna Kärnten, och Sankt Veit förlorade sin betydelse som residensstad men förblev Kärntens huvudstad.
1399 fick Sankt Veit stapelrättigheter för järn från Hüttenberg vilket gynnade handeln och inledde en blomstringstid.
Mellan 1473 och 1492 attackerades Sankt Veit fem gånger av osmanska trupper, 1480 belägrades staden av ungerska trupper och 1497 brann staden ner. 1518 flyttade Kärntens lantständer från Sankt Veit till Klagenfurt som blev ny huvudstad och kort därefter även lantdagen, ståthållaren och domstolarna.
1700-talet innebar ytterligare prövningar för staden. 1713 och 1715 drabbade pesten staden, 1747 brann staden ner igen. 1781 drogs handelsprivilegierna in vilket ledde till ekonomisk nedgång. 1830 hade staden bara 1 500 invånare, hälften så många som under medeltiden. Först när järnvägen byggdes under andra hälften av 1800-talet började återhämtningen.

## Orter
Kommunen består av 40 orter (Ortschaften) (inom parentes invånarantal 1 januari 2024):

- Affelsdorf (34)
- Aich (5)
- Altglandorf (110)
- Arndorf (7)
- Baardorf (6)
- Baiersdorf (29)
- Beintratten (12)
- Blintendorf (11)
- Dellach (47)
- Draschelbach (3)
- Galling (8)
- Gersdorf (24)
- Holz (10)
- Hörzendorf (354)
- Karlsberg (15)
- Karnberg (64)
- Laasdorf (6)
- Lebmach (0)
- Mairist (24)
- Milbersdorf (18)
- Muraunberg (69)
- Niederdorf (4)
- Pflugern (21)
- Preilitz (34)
- Projern (51)
- Pörtschach am Berg (28)
- Radweg (3)
- Raggasaal (6)
- Ritzendorf (12)
- St. Andrä (16)
- St. Donat (455)
- St. Veit an der Glan (10 538)
- Streimberg (1)
- Tanzenberg (4)
- Ulrichsberg (24)
- Unterbergen (89)
- Untermühlbach (84)
- Unterwuhr (30)
- Wainz (4)
- Zwischenbergen (0)

## Kultur och sevärdheter
Staden Sankt Veit:
- Den gamla staden som anlades på 1200-talet är nästan helt omgärdad av den medeltida stadsmuren. Centrum är det långsträckta torget (Hauptplatz) som är omgiven av ståtliga borgarhus. På torget står en barock pestkolonn i marmor från 1715 och två fontäner från 1566 respektive 1680. Rådhuset vid torget är sengotiskt till sin kärna med en rokokofasad och arkadgånger i renässansstil. Vid torget ligger även stadsmuseet med en stadshistorisk och en kommunikations- och trafikhistorisk avdelning.
- Stadskyrkan Heiliger Veit omnämndes redan 1131 och är sengotisk. Söder om stadskyrkan ligger ett till sin kärna romanskt benhus.
- Klosterkyrkan, Vårfrukyrkan, Unsere Liebe Frau byggdes mellan 1323 och 1326 i tidiggotisk stil.
- Schwarzfurter Kreuz från 1603 markerade gränsen för Sankt Veits domsaga.
- Hotellet Fuchspalast ritades av konstnären Ernst Fuchs

Sevärdheter i kommunen:
- Slottet Stadelhof från 1600-talet i Sankt Donat och renässansslottet Tanzenberg i Tanzenberg från 1500-talet.
- Kyrkan Sankt Donat är ursprungligen romansk med inmurade förkeltiska, keltiska och romerska reliefstenar och skulpturer
- Funder Max-fabrikerna i Glandorf och Sankt Donat byggdes om efter ritningar av framstående moderna arkitekter (arkitektbyrå Coop Himmelb(l)au respektive Günther Domenig). Även ett evenemangscentrum byggdes i Glandorf.

## Näringsliv
Sankt Veit an der Glan är service- och turistort. Inom produktionssektorn finns trä- och byggindustri samt en pyroteknisk fabrik.

## Kommunikationer
Sankt Veit an der Glan ligger vid sydbanan. Där ansluter Rosentalbanan från Slovenien.
Vid Sankt Veit an der Glan möts motortrafikleden S37 (Klagenfurt – Sankt Veit an der Glan) och riksvägarna B317 (Sankt Veit an der Glan – Judenburg), B82 (Sankt Veit an der Glan – Völkermarkt – Slovenien) och B94 (Sankt Veit an der Glan – Villach).

## Kända personer födda i Sankt Veit an der Glan
- Arthur Lemisch, politiker och Kärntens regeringschef 1918–?, 1927–1931
- Adrian Pertl, alpin skidåkare
- Hans Sima, politiker och Kärntens regeringschef 1965–1974
- Franz Wohlfahrt, fotbollsspelare

## Vänorter
- Haltern am See, Tyskland
- Sundbyberg, Sverige

## Bilder

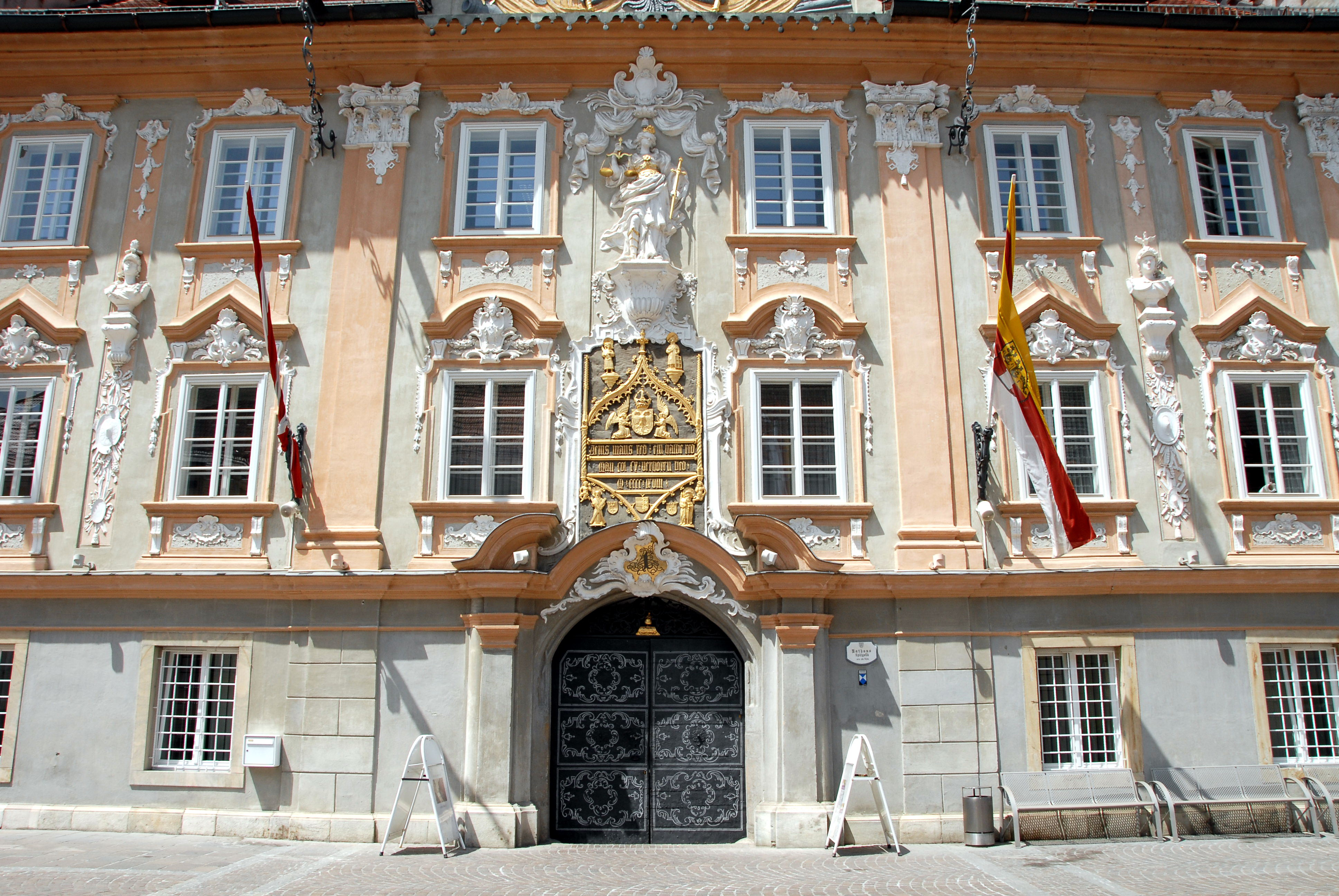
Rådhuset.
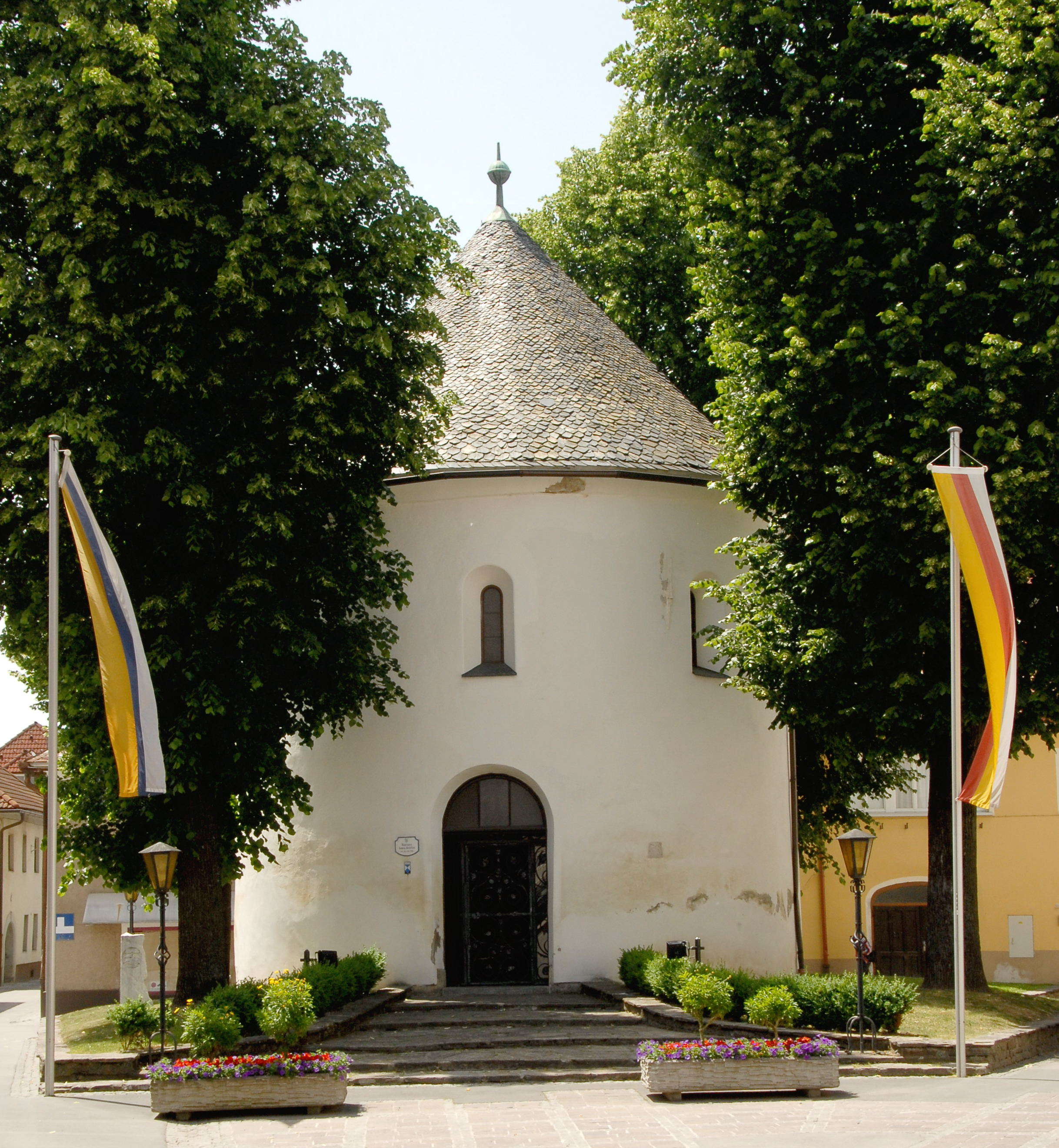
Benhus.
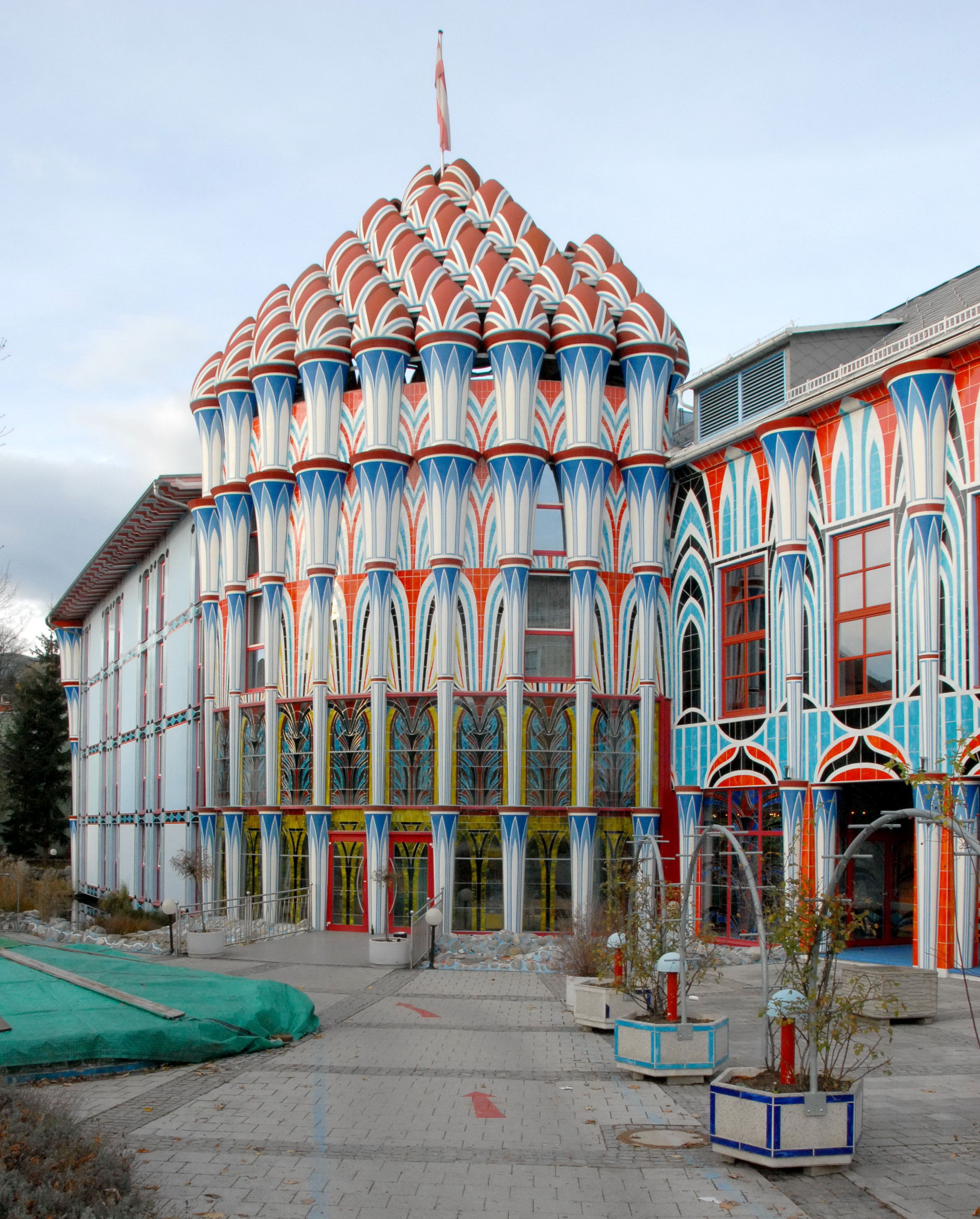
Hotellbyggnad ritad av Ernst Fuchs.
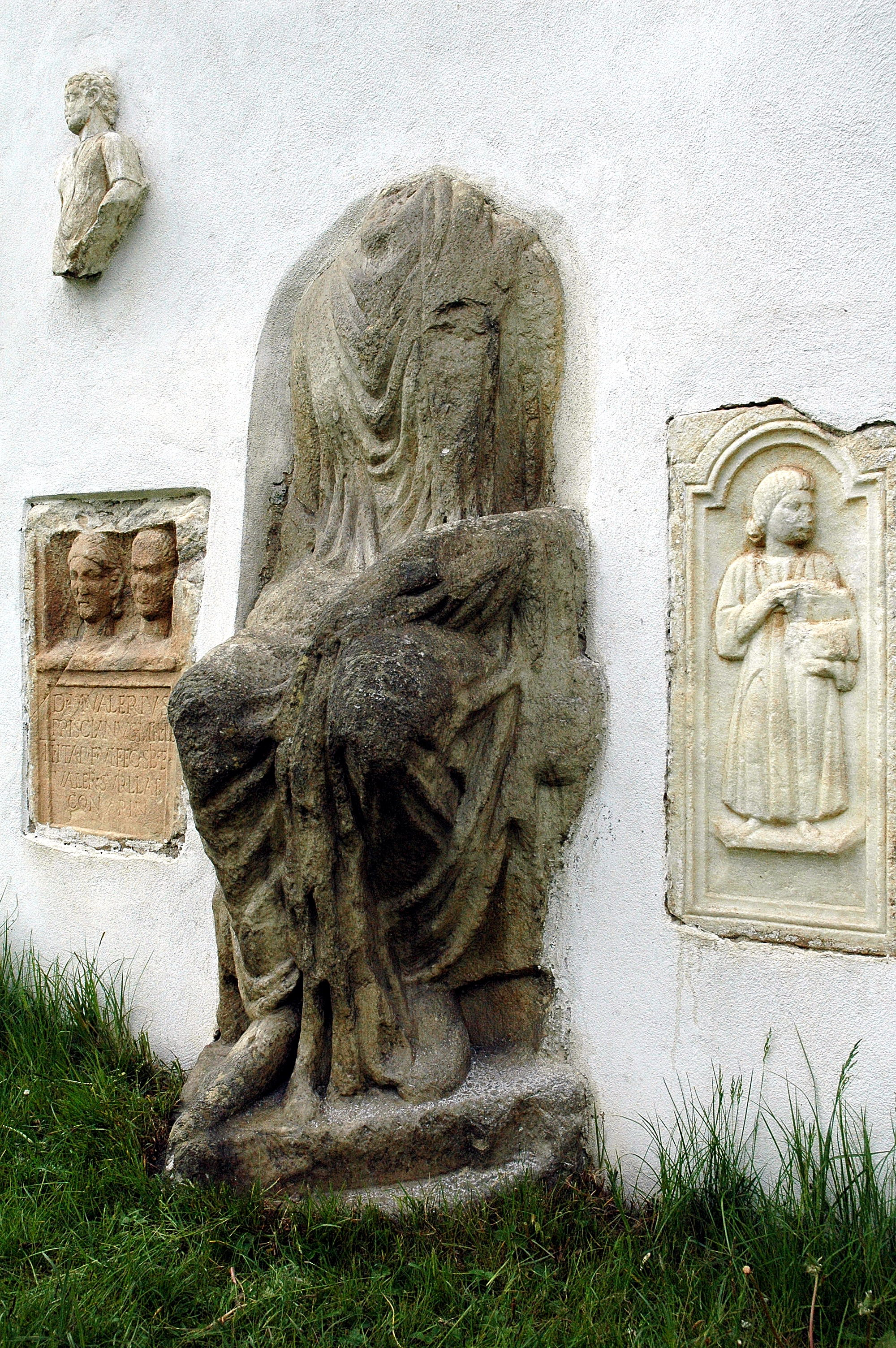
Kyrkan Sankt Donat – yttervägg med inmurade förkristna skulpturer.